# Xã Lyon, Quận Lyon, Iowa
Xã Lyon (tiếng Anh: Lyon Township) là một xã thuộc quận Lyon, tiểu bang Iowa, Hoa Kỳ. Năm 2010, dân số của xã này là 275 người.